# Manuel María Lombardini
Manuel Apolinario José María Ignacio Lombardini de la Torre född 23 juli, 1802, Mexico City och död 22 december, 1853, Mexico City var mexikansk militär och landets president 1853.